# Héraclée du Pont
Pour les articles homonymes, voir Héraclée.

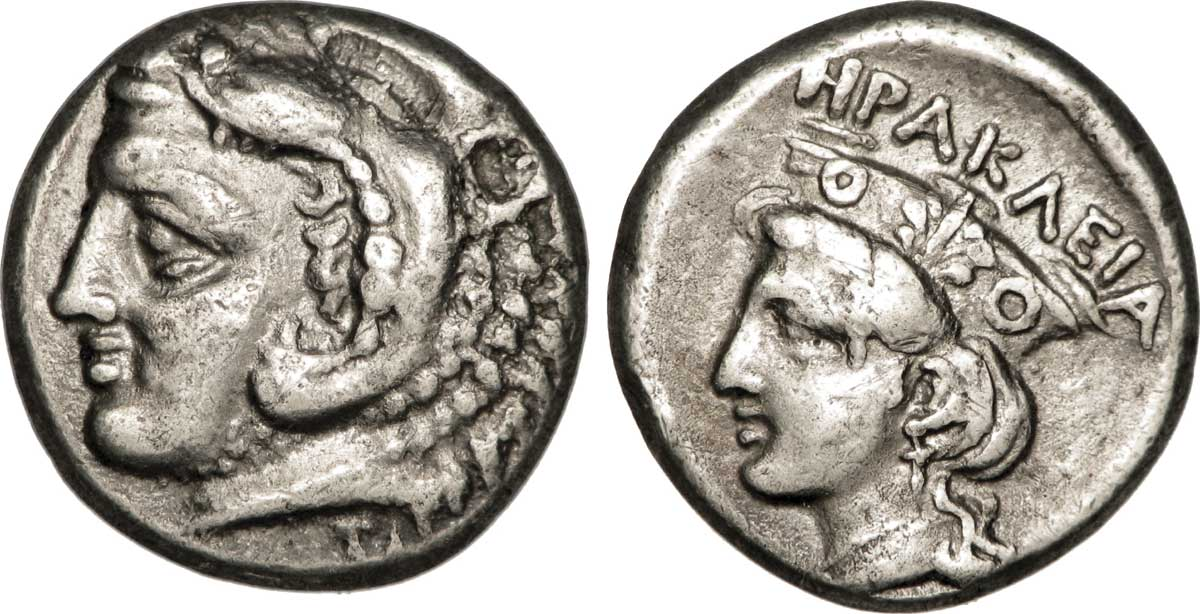
Drachme du royaume de Bithynie à l'effigie d'Héraclée pontique. Vers 345-337 AC.

Héraclée du Pont ou Héraclée Pontique (en grec ancien Ηράκλεια Ποντική, et en latin Heraclea Pontica) était une ville grecque de Bithynie située sur le Pont-Euxin. Sur ses ruines se dresse l'actuelle ville de Karadeniz Ereğli (Ereğli de la Mer Noire) dans la province de Zonguldak en Turquie.

## Histoire
Située à environ 200 km à l'est du Bosphore, la ville fut fondée vers le VIe siècle av. J.-C. (560 / 558 av. J.-C.) par des colons de Mégare et de Béotie et fut nommée d'après Héraclès. Cité de faible importance, Héraclée disposa cependant d'une flotte capable de prendre part à divers combats, en particulier contre les princes du Bosphore cimmérien : un grand nombre de trières purent être armées grâce aux services de la population indigène des Maryandines, à titre d'esclaves volontaires, au prix de l’aide et de la protection que la cité leur accordait.
La ville devint rapidement prospère, suscitant la convoitise des royaumes voisins de Bithynie et de Galatie. Sa croissance lui permit d'établir ses propres colonies, dont Callatis (aujourd'hui Mangalia en Roumanie), Chersonèse (aujourd'hui Sébastopol en Crimée) et Cotyore (aujourd'hui Altınordu dans le pays du Pont). Alliée de Rome en 185, elle souffrit grandement des guerres de Mithridate. Elle fut prise, pillée et détruite par le proconsul Marcus Aurelius Cotta en 73 av. J.-C. avant d'être reconstruite.
Lieu de naissance du philosophe Héraclide du Pont, elle fit l'objet d'une Histoire dont il est auteur, en au moins seize livres, et un autre ouvrage homonyme de Memnon d'Héraclée. Cette œuvre à présent disparue ne subsiste que sous la forme d'un résumé des livres 9 à 16 dans la Bibliothèque de Photios. Ce résumé couvre la période s'étalant de la tyrannie de Cléarque (vers 364 ou 353 av. J.-C.) aux dernières années de Jules César.
Pendant le millénaire suivant, Héraclée, cité de l'Empire romain d'Orient, devient un évêché chrétien (dont l'un des titulaires fut Ménandre d'Héraclée) et est le principal port du « thème » des Bucellaires. Elle fut assiégée, endommagée et reconstruite plusieurs fois durant les guerres russo-byzantines. Lorsqu'en 1204 la quatrième croisade s'empara de Constantinople, Héraclée échut à l'empire grec de Nicée dirigé par Théodore Ier Lascaris. Autour de 1300, la ville est prise par les Turcs Germiyanides qui l'appellent Ereğli ; les Ottomans leur succèdent. Durant les six siècles qui suivent, la population de la cité reste majoritairement grecque orthodoxe même si le nombre de Turcs augmente ; ce sont finalement les échanges obligatoires de populations imposés par le traité de Lausanne (1923) qui mettent définitivement fin à la présence grecque.

## Liste des tyrans d'Héraclée du Pont
- 356 - 353 : Cléarque d'Héraclée (410 - 353 av. J.-C.).
- 353 - 338 : Timothée d'Héraclée († 338), fils du précédent. Il règne conjointement avec son frère Denys, d'abord sous la régence de leur oncle Satyros (pt), frère de Cléarque.
- 353 / 338 - 306 : Denys (361 - 306), frère du précédent. Il règne conjointement avec son frère Timothée puis seul après la mort de celui-ci.

En 322, après la mort d'Alexandre le Grand, Denys épousa Amastris († 284), sœur de Roxane, qui avait été répudiée par son premier époux, Cratère, celui-ci lui préférant Phila, fille d'Antipatros. De cette union naquirent trois enfants : Cléarque, Oxyathres et Amastris.
À sa mort en 306, Denys laissa la tutelle de ses enfants et la régence de la cité à son épouse Amastris.
- 306 - 284 : Oxyathrès († 284) : fils du précédent. Il règne conjointement avec son frère Cléarque sous la tutelle de leur mère Amastris.
- 306 - 284 : Cléarque II († 284) : frère du précédent. Il règne conjointement avec son frère Oxyathrès sous la tutelle de leur mère Amastris. En 302, Amastris épousa en troisièmes noces Lysimaque, roi de Thrace, après la mort de sa première épouse Nikaia, une autre fille d'Antipatros. Mais elle fut rapidement répudiée (299 av. J.-C.) au profit de la belle Arsinoé, la fille de Ptolémée Ier Sôter, roi d'Égypte. Amastris se retira alors à Héraclée du Pont, qu'elle gouvernait toujours au nom de ses fils.

En 284 av. J.-C., Amastris mourut noyée par ses deux fils, Oxyathrès et Cléarque II, probablement à l'instigation de Lysimaque, entre-temps devenu roi de Macédoine en 285. Cet événement donna l'occasion à Lysimaque d'intervenir et de s'emparer de la ville après avoir fait exécuter les deux assassins. Ainsi prit fin la tyrannie à Héraclée du Pont, qui intégra le royaume de Lysimaque. À la mort de celui-ci, tué par Séleucos Ier Nicatôr, roi de Syrie, à la bataille de Couroupédion en 281 av. J.-C., Héraclée du Pont s'émancipa à nouveau et s'associa à Byzance et à Chalcédoine dans une Ligue du Nord qui échappa à l'autorité séleucide. Vers 300 av. J.-C., Amastris avait fondé la cité de Sesamos sur la côte de Paphlagonie ; cette cité allait rapidement prendre son nom, Amastris, avant d'être rebaptisée Amasra à l'époque ottomane (1460).